# Lindau (lago de Constança)
Lindau (em alemão alemânico: Linda), é uma cidade localizada numa ilha do lago de Constança no estado da Baviera, Alemanha. É sede administrativa do distrito homônimo.